# 沖縄県祖国復帰協議会
沖縄県祖国復帰協議会（おきなわけんそこくふっききょうぎかい）は、アメリカ施政権下の沖縄において、1960年（昭和35年）4月28日に結成された祖国復帰運動の中心的団体。略称は復帰協（ふっききょう）。

## 概要
米軍当局の弾圧によって一時は沈滞した祖国復帰運動であったが、1950年代後半の軍用地問題に端を発した島ぐるみ闘争によって運動は再び活性化した。
1960年4月28日には、本土復帰をめざす中心的団体として沖縄県祖国復帰協議会が結成された。その中心となったのは沖縄教職員会であり、沖縄自由民主党を除く各政党、労働組合、PTA、遺族連合会など多岐にわたる46もの有力団体が復帰協に参画した。初代会長には教職員会出身の屋良朝苗が就任した。
復帰協は、関係諸機関に対する復帰要請や復帰に関する宣伝活動を主な目的としていた。復帰協結成の4月28日は対日講和条約（サンフランシスコ平和条約）発効の日でもあり、これを「沖縄デー」と称し、毎年4月28日にはデモ行進を行い、沖縄本島の辺戸岬沖では海上集会を開くなど、復帰要求の県民運動を展開した。復帰協は、島ぐるみの超党派的運動を展開し、復帰要求ばかりでなく、反戦反基地闘争や自治権拡大運動を主導し、生活擁護・人権擁護運動などにも取り組んで県民運動センターというべき様相を呈した。
やがて、ベトナム戦争の深刻化とキャラウェイ高等弁務官の強権的な政治手法（キャラウェイ旋風）がもとで、復帰運動はいっそう反米・反戦色を強めるようになり、事あるごとに琉球列島米国民政府と対立するようになった。
キャラウェイ退任後の高等弁務官は、沖縄の保守政党と協調路線を歩むようになり、やがて日米両政府の間に沖縄返還が政治課題として浮上した。1968年の行政主席選挙で即時復帰派の屋良朝苗が当選したことで返還協議が本格化し、1972年（昭和47年）5月15日に本土復帰が実現した。
沖縄県祖国復帰協議会は、本土復帰5年後の1977年（昭和52年）5月15日に解散した。復帰協による祖国復帰運動の理念と意義は、日本国憲法の国民主権と平和主義の精神を外国占領下という特殊政治状況のなかで現実のものとしていくというところにあったとも評価される。